# Ziarniniak grzybiasty
Ziarniniak grzybiasty (łac. mycosis fungoides) - najczęstszy pierwotny chłoniak skóry z limfocytów T i pomocniczych typu Th2.
Zmiany chorobowe: rumienie, nacieki, guzy - występują w skórze; w późniejszych stadiach choroby może dojść do zajęcia węzłów chłonnych i narządów wewnętrznych.

## Objawy i przebieg
- Okres wstępny (status praemycoticus) charakteryzuje się zmianami rumieniowymi, rumieniowo-złuszczającymi, wypryskopodobnymi, łuszczycowatymi lub polimorficznymi. Zmiany te mogą utrzymywać się przez wiele lat. Towarzyszy im silny świąd.
- Okres naciekowy (stadium infiltrativum) - w obrębie wykwitów rumieniowych dochodzi do tworzenia się płaskich zmian naciekowych, które często mogą mieć układ festonowaty i szerzą się obwodowo. Świąd jeszcze bardziej się zaostrza.
- Okres guzowaty (stadium tumorosum) - w obrębie zmian rumieniowo-naciekowych powstają wykwity guzowate, niekiedy uszypułowane, które mają skłonność do rozpadu i tworzenia owrzodzeń. Zlewne zmiany guzowate na skórze twarzy nadają jej charakterystyczny wygląd (facies leontina). Przewód pokarmowy, płuca, wątroba, śledziona często są już zajęte.

W postaci erytrodermicznej ziarniniaka grzybiastego zmiany mają od początku charakter uogólniony rumieniowo-złuszczająco-guzowaty, podobnie jak w zespole Sézary’ego. Inną postacią jest mycosis fungoides varietas inversa (dawniej zwany mycosis fungoides d'emblée), w której guz lub guzy pojawiają się w skórze niezmienionej; ta postać wykazuje szczególnie dużą złośliwość.
Stan ogólny chorych w okresie wstępnym i naciekowym jest dobry i zależy od zajęcia narządów wewnętrznych. Opisane są przypadki w których choroba nie wykazywała progresji a nawet występowały okresy samoistnej remisji pod wpływem nasłonecznienia.
Okres wstępny może trwać wiele lat - nawet kilkadziesiąt.

## Różnicowanie
Okres wstępny:
- wyprysk rozsiany (eczema disseminatum)
- łuszczyca (psoriasis)
- przyłuszczyca plackowata (parapsoriasis en plaques)

Okres naciekowy i guzowaty:

- choroba Hodgkina (Hodgkin lymphoma)
- non mycosis fungoides lymphoma CD30 (-)
- non mycosis fungoides lymphoma CD30 (+).

## Leczenie
Okres wstępny i naciekowy :
- PUVA (naświetlanie promieniami UV-A + 8-metoksypsoralen doustnie)
- naświetlanie lampami słonecznymi UV-A, UV-B
- REPUVA (UVA + retinoidy np. Izotretynoina)
- Nitrogranulogen (mechloretamina) - zewnętrznie smaruje się całą skórę roztworem wodnym 0,01-0,03%
- pozaustrojowa fotoforeza
- naświetlanie promieniami X w małych dawkach metodą telerentgenoterapii (z odległości 1 m)
- naświetlanie całej powierzchni skóry szybkimi elektronami (electron beam).
- interferon alfa.

Okres guzowaty:
- cytostatyki (cyklofosfamid, mechloramina, chlorambucil, cisplatyna, winkrystyna, winblastyna) w połączeniu z kortykosteroidami.

Leczenie nie spowalnia przebiegu choroby, a jedynie daje ulgę w objawach.